# Llei del Retorn
La Llei del Retorn (en hebreu חוק השבות) és una de les lleis més importants d'Israel, atès que concedeix residència i, juntament amb altres lleis, ciutadania als jueus de qualsevol lloc del món que desitgin emigrar a aquest país. A través d'aquesta llei totes les persones jueves o descendents de jueus fins a tercera generació (fills, nets, les seves parelles i fills menors d'edat de les parelles) tenen dret a emigrar a Israel i rebre la ciutadania israeliana amb els seus beneficis, drets i obligacions.

## Història de la Llei del Retorn
Una de les principals aspiracions del sionisme, moviment fundador d'Israel, era la immigració de tots els jueus possible al que aleshores era el Mandat Britànic de Palestina; així doncs, des del naixement del sionisme, molts jueus, animats tant per aquestes idees com per la terrible situació que vivien a Europa, es traslladaren a Israel. Quan, després d'aprovar l'ONU un pla per a la creació d'un estat jueu i un altre àrab a la regió, sorgí l'Estat d'Israel, semblà natural que hi hagués una llei que continués la política d'afavorir la immigració jueva. Tot i que els moviments migratoris importants de jueus tornant a la seva llar ancestral s'inicià ja el segle xx.
No obstant això, no fou fins que s'acabà la Guerra Araboisraeliana quan la Kenésset, el parlament israelià, aprovà el primer text de la Llei del Retorn (5 de juliol de 1950). Aquell primer esborrany concedia tracte d'oleh ('immigrant' en hebreu) a tot jueu que desitgés establir-se a Israel. La posterior Llei de Ciutadania (1 d'abril de 1952) atorgava nacionalitat israeliana a tots els olim ('ascendent' en hebreu).
La Llei del Retorn ha patit dues modificacions en la seva història; la primera, el 1954, de caràcter tècnic, i la segona, el 1970, per estendre-la a la parella d'un oleh i als seus fills i nets, juntament amb les seves respectives parelles. Aquesta segona extensió de la llei, que permet l'obtenció de la ciutadania a qualsevol persona que hagués estat perseguida sota les Lleis de Nuremberg de l'Alemanya nazi, pretenia facilitar l'emigració de les famílies els membres de les quals no fossin tots jueus, així com de descendents de jueus.

## Controvèrsies sobre la llei
Aquesta llei ha resultat, des de la seva entrada en vigor, polèmica en molts aspectes, que van des d'aquells que concerneixen a detalls tècnics fins als que qüestionen la llei en la seva totalitat.

### Polèmica sobre la compatibilitat amb la democràcia
Algunes associacions, dins i fora d'Israel, critiquen que hi hagi una llei que, des del seu punt de vista, afavoreix un grup de persones sobre la resta. Segons aquestes associacions, una llei d'aquesta mena, expressament referida a la immigració, és anticonstitucional. Els defensors de la llei, tanmateix, assenyalen que Israel ha estat concebut des dels seus inicis com un refugi per a tots els jueus del món i que aquesta llei no impedeix a persones que no són jueves convertir-se en ciutadans israelians.
Hi ha lleis semblants a molts països que afavoreixen els descendents dels nacionals d'aquest país. Tanmateix, els seus crítics sostenen que aquestes lleis no serien equiparables a la Llei del Retorn, atès que aquesta es refereix als jueus i no pròpiament als descendents dels israelians. D'altra banda, els seus defensors consideren que no hi ha contradicció, ja que l'Estat d'Israel neix sota la idea que els jueus són els legítims descendents de la Terra d'Israel. La llei israeliana és probablement més semblant a la llei de repartició grega, segons la qual no cal un avantpassat amb ciutadania o nascut a la "pàtria" i la qual exigeix evidència de ser membre en alguna comunitat ètnica i religiosa de la mil·lenària diàspora grega.

### Polèmica sobre el retorn dels palestins
Un dels punts més polèmics en les negociacions entre Israel i l'Autoritat Nacional Palestina és el dret de retorn dels refugiats palestins. Mentre que els defensors del dret de retorn afirmen que el fet que hi hagi aquesta llei per als jueus i no per als àrabs que abandonaren la zona durant la guerra és discriminatori, els que s'oposen a l'existència d'aquest dret assenyalen que un gran nombre de jueus han abandonat els països àrabs sense que se'ls hagi reconegut la condició d'exiliats, i que els àrabs que es quedaren a Israel gaudeixen avui dia de plena ciutadania.

### Definició de jueu
La Llei el Retorn no defineix què s'entén per jueu, quedant en mans del Ministeri d'Interior decidir quan la llei és aplicable i quan no, cosa que ha motivat molts recursos a la cort suprema, sobretot pel que fa a temes com:
- És la llei aplicable a jueus que s'hagin convertit a una altra religió?: A la dècada de 1950 un sacerdot catòlic polonès, jueu de naixement i convertit al cristianisme, sol·licità la ciutadania israeliana amb base a la Llei del Retorn. El Govern d'Israel, en una decisió que comptà amb el suport judicial, denegà aquella demanda argumentant que un jueu que s'ha convertit a una altra religió perd el seu dret a considerar-se jueu. Des de la modificació de 1970 el text de la llei recull explícitament que no és aplicable a persones que s'hagin convertit a una altra religió.

- És la llei aplicable a una persona que s'acabi de convertir al judaisme?: Segons la llei, aquesta és aplicable a qualsevol jueu, cosa que inclou un convers de fa poc. Tanmateix, el procés de conversió és diferent en les diferents branques del judaisme, i el Govern d'Israel, per raons històriques, concedeix al Rabinat Suprem, institució depenent del Ministeri d'Afers Religiosos, la potestat d'avaluar les conversions. Aquest Rabinat no aprova les conversions realitzades per branques del judaisme diferent a la que es coneix, fora d'Israel, com Ortodoxa, i, per tant, ha estat una font de disputes amb la diàspora, on d'altres branques són força populars. El 31 de març de 2005 la Cort Suprema d'Israel va resoldre, per set vots contra quatre, que qualsevol conversió realitzada a l'estranger hauria de tenir-se en compte a efectes de la Llei el Retorn, cosa que ha portat el Rabinat a demanar al Govern que la llei no tingui en compte ningú que s'hagi convertit al judaisme.

D'altra banda, hi ha hagut diverses situacions en què l'aplicació de la llei ha generat controvèrsies. Per exemple, molts ciutadans de països membres de l'ex-Unió Soviètica durant decennis simularen ser jueus amb l'objectiu d'emigrar cap a Israel, quedant-s'hi allà, o utilitzant aquesta primera estació com a trampolí per emigrar cap a altres llocs. Una altra migració controvertida i important fou la dels jueus falaixes d'Etiòpia, el reconeixement dels quals per la llei jueva fou també molt polèmic, fins a l'acceptació de la seva filiació i dret al retorn per part del Gran Rabí d'Israel.